# Louis Pierre Alphonse de Colbert
Pour les articles homonymes, voir Colbert.
Pour les autres membres de la famille, voir Famille Colbert.
Louis-Pierre-Alphonse, comte de Colbert-Chabanais, né le 29 juin 1776 à Paris et mort le 2 juin 1843 à Rennes, en Ille-et-Vilaine, est un général de brigade français du Premier Empire. Ses frères Pierre et Auguste sont également généraux de cavalerie.

## Biographie

### Guerres révolutionnaires
Volontaire au début des Guerres révolutionnaires le 22 vendémiaire an II (13 octobre 1794) dans le 7e bataillon de volontaires de Paris, il passe le 1er pluviôse suivant dans le 7e régiment de chasseurs à cheval, et le 17 thermidor an III dans la légion de police de Paris, qu'il quitte le 17 germinal an IV pour entrer dans le 11e régiment de hussards. Nommé adjudant provisoire aux commissaires des guerres par le général en chef de l'armée d'Orient le 7 floréal an V, il devient commissaire des guerres le 1er vendémiaire an VII, et commissaire-ordonnateur par nomination du capitaine général de Saint-Domingue le 28 vendémiaire an XI. Il sert de l'an II à l'an IX aux armées de l'Ouest, de Sambre-et-Meuse, d'Italie et d'Orient. Passé à Saint-Domingue, il y remplit les fonctions d'ordonnateur pendant les ans X et XI.

### Guerres napoléoniennes

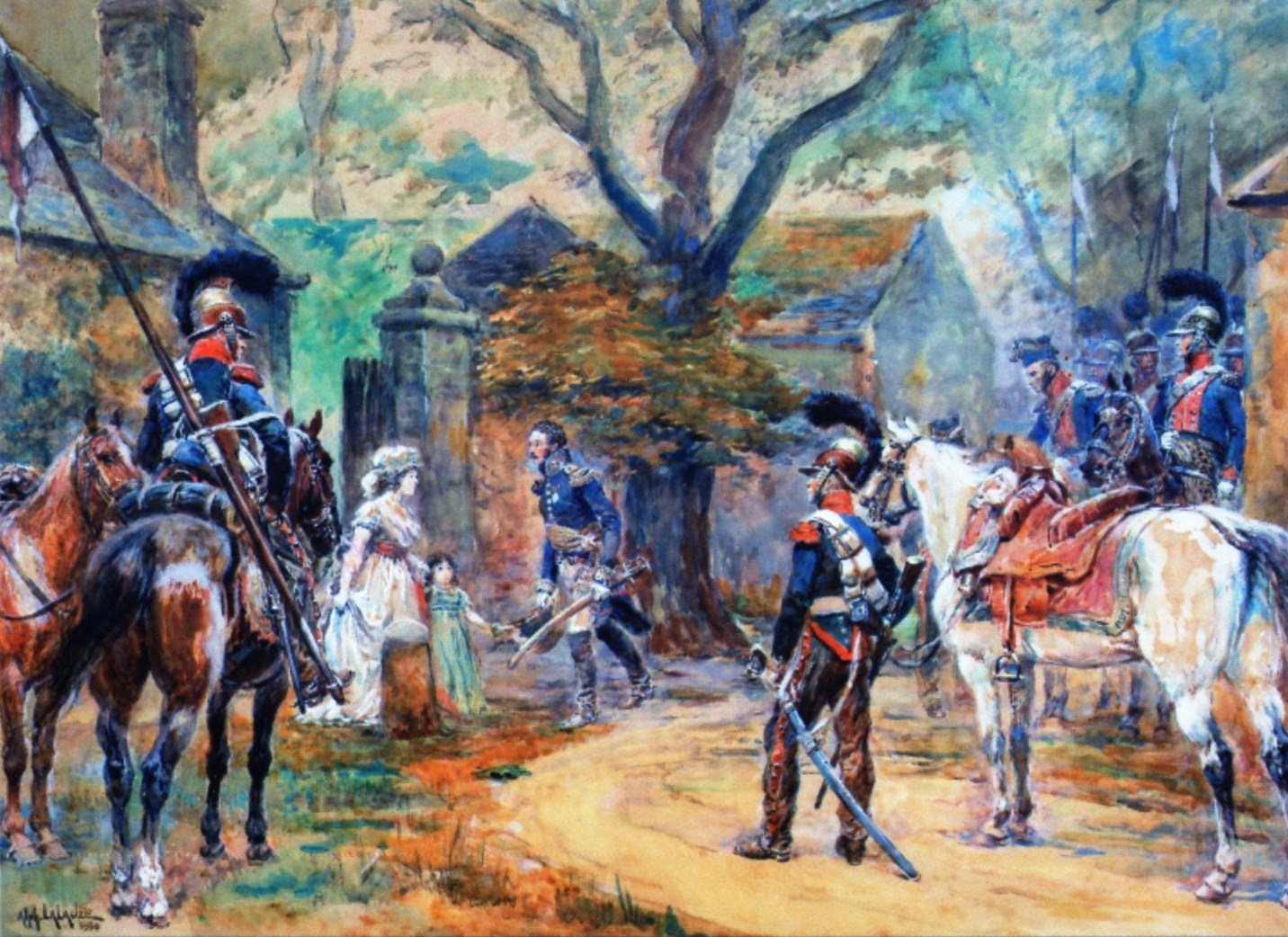
Madame Aurore Dupin de Francueil, née Marie-Aurore de Saxe, en compagnie de sa petite-fille, Aurore Dupin et future George Sand, reçoivent le général Louis Pierre Alphonse de Colbert, au château de Nohant en 1815.

Rentré en France dans le mois de frimaire an XII, le premier Consul confirme sa dernière nomination par arrêté du 2 pluviôse suivant, et le comprend dans la liste de promotion des membres de la Légion d'honneur du 4 germinal de la même année. Il fait la campagne de l'an XII à l'armée des Côtes, celles de l'an XIII à 1808 aux armées d'Italie et de Naples. Le 14 novembre 1808, il abandonne la carrière administrative, et entre à cette date comme chef d'escadron dans le régiment des vélites à cheval de la Garde royale napolitaine de Joseph-Napoléon, alors roi des Deux-Siciles. Un décret impérial du 19 de ce mois l'autorise à rester au service de ce prince. Il devient major de son régiment le 12 décembre de la même année, et colonel aide de camp du roi Murat le 28 février 1810. 
Ayant donné sa démission du service de Naples le 15 décembre 1811, il est réadmis au service de France le 11 janvier 1812, avec son grade de colonel, et placé à la tête du 9e régiment bis de hussards, devenu 12e régiment de hussards, alors à l'armée d'Espagne, il le rejoint. À l'affaire de Barbastro, il enlève trois positions à l'ennemi, le poursuit dans sa fuite, et le force à abandonner de nouveau et en désordre le lieu où il s'est rallié. Peu de temps après, il attaque la colonne du général espagnol Pedro Sarsfield, et malgré la supériorité de ses forces, il la met en pleine déroute.

### 1814-1815
Rentré en France au commencement de 1814, sa brillante conduite sous les murs de Lyon contre l'armée autrichienne les 11, 18 et 20 mars, lui mérite le 3 avril, le brevet de général de brigade. Louis XVIII le confirme dans ce grade le 9 juillet, le fait chevalier de Saint-Louis le 19 du même mois, et officier de la Légion d'honneur le 28 septembre suivant. Appelé le 6 mars 1815, au commandement d'une brigade de l'armée organisée sous Paris pour arrêter la marche de l'Empereur, il suit le mouvement des troupes sous ses ordres, et se range sous le drapeau que Napoléon ramenait de l'île d'Elbe. Le 31 du même mois, il est employé dans la 5e division (Subervie) du 1er corps de cavalerie (Pajol) de l'armée du Nord.

### Restauration et monarchie de Juillet
La seconde Restauration ne lui tient pas longue rancune. Le ministre de la Guerre le désigne le 12 juillet 1818, pour être adjoint à l'inspection générale de la cavalerie stationnée dans la 12e division militaire (Nantes) : il remplit les mêmes fonctions l'année suivante. Le 17 novembre 1824, il est nommé membre de la commission de défense du royaume, et continue à être employé à l'inspection des troupes. À l'époque des événements de Juillet 1830, le général Colbert commande la 3e subdivision de la 8e division (Var), où il a été appelé le 14 août précédent. Envoyé le 19 mars 1831 dans le département du Gard, il reçoit le 20 avril suivant la croix de commandant de la Légion d'honneur. Il commande le département de l'Hérault depuis le 29 juin 1835, lorsque le roi le nomme lieutenant-général, et le place le 18 mai 1838 à la tête de la 13e division militaire. Il meurt à Rennes, dans l'exercice de son commandement le 2 juin 1843.

## Distinctions
- Légion d'honneur[1] :
  - Légionnaire (4 germinal an XII : 25 mars 1804), puis
  - Officier de la Légion d'honneur (28 septembre 1814), puis
  - Commandeur de la Légion d'honneur (20 avril 1831).
- Chevalier de Saint-Louis (19 juillet 1814).

## Ascendance et postérité
Louis Pierre Alphonse de Colbert était le fils puîné de Louis Henri François (27 février 1737 - Paris † 8 février 1792 - Paris), comte de Colbert-Chabanais, lieutenant général des armées du Roi, chevalier de Saint-Louis, et de Jeanne David (vers 1756-1812), fille de Pierre Félix Barthélemy David (1710-1795), seigneur du Grez, gouverneur du Sénégal (1738-1746), gouverneur général des Mascareignes (1747-1750).
- Il a épousé le 9 mars 1809 à Naples[2], Isidore Eugénie (1788-1869), fille de Claude-Louis Petiet, dont, il eut :
  - Caroline Joachime (° 19 octobre 1812 - Paris IIe † 22 juillet 1876 - Le Cannet-des-Maures), mariée le 5 novembre 1828 à Paris Ier (ancien), avec Albert Henri de Colbert, 1er comte de Colbert-Turgis (1794-1879), dont :
    - Les Colbert-Turgis ;

  - Elisabeth (° 23 août 1816 - Paris IIe † 12 mai 1870 - Paris IXe), mariée avec Edmond de Lantivy du Rest (1803-1870), capitaine de dragons ;
  - Albertine Joséphine Isidore (° 15 mars 1826 - Paris † morte en couches le 10 mai 1845 - 34, rue de la Ferme des Mathurins, Paris, inhumée dans la sépulture de la famille Petiet  au cimetière du Père-Lachaise), mariée, le 20 juin 1844 à Paris, avec son cousin Jules Petiet (1813-1871), sans postérité.